# Аргунов, Иван Петрович
Ива́н Петро́вич Аргуно́в (1729—1802, Москва) — русский живописец, мастер портрета.

## Биография
Родился в семье крепостных князя А. М. Черкасского, позже отошедших к графу Петру Борисовичу Шереметеву в качестве «приданого» его жены Варвары Алексеевны. Воспитывался в семье дяди, С. М. Аргунова.
Учился портретной живописи у своего двоюродного брата Фёдора Леонтьевича Аргунова, а также у иностранных мастеров. Под руководством своего учителя Георга Кристофа Гроота создал иконы для церкви Екатерининского дворца в Царском Селе.
Аргунов, помимо живописного, имел и педагогический талант. По приказанию императрицы Елизаветы Петровны, к нему были отданы «в ученье художеству» придворные певчие, потерявшие голоса: А. П. Лосенко (директор Академии художеств), К. И. Головачевский (инспектор Воспитательного училища Академии), И. С. Саблучок (Саблуков) (академик). Живописи обучал он также и крепостных графа Николая Петровича Шереметева из села Белого Кашинского уезда.
Обучал И. П. Аргунов и собственных сыновей: Павла, ставшего архитектором, и Якова и Николая, будущих живописцев.

## Творчество
И. П. Аргунов работал в Москве, в Петербурге, в пригородах — Останкино, Кусково.
В 1750 году молодой художник пишет парадный «Портрет князя И. И. Лобанова-Ростовского», а в 1754 парный к нему «Портрет княгини Е. А. Лобановой-Ростовской» Одна из ранних работ Аргунова — «Умирающая Клеопатра» (1750), написанная в стиле академического рококо.
Автор целого ряда превосходных парадных и камерных портретов.
Известность Аргунову принесли портреты петербургской знати, например, П. Б. Шереметева. Художник не идеализирует внешность модели, он смело передаёт и косящие глаза, и некоторую одутловатость лица. При этом обращает на себя внимание мастерское владение художником кистью в передаче фактуры, изысканность теней.
Расцвет творчества Аргунова приходится на 1760—1770-е годы, когда он создает множество портретов парадного, полупарадного и камерного типов. В 1762 году И. П. Аргунов получил ответственный заказ — создание портрета императрицы Екатерины II. Портрет выполнен в традициях парадного портрета. Монаршая особа показана в подчёркнуто театральной позе, взгляд её направлен на зрителя сверху вниз. Аргунов тщательно выписывает пышный антураж: фрагмент колонны, роскошные драпировки, золочёные детали мебели, регалии и другие детали.
Одними из лучших произведений мастера по праву считаются камерные парные портреты К. А. Хрипунова и его супруги. Оба супруга изображены едва оторвавшимися от чтения, взгляд (внимательный, добрый Хрипуновой и испытывающий, умный её мужа) направлен на зрителя. Укрупнённое изображение моделей в интимной обстановке создаёт особую близость героев зрителю.
Особое место в творческом наследии мастера занимают детские и юношеские портреты: И. П. Аргунов убедительно передаёт возрастные и психологические особенности юных моделей. Художник пишет удивительно нежный, мягкий образ калмычки Аннушки. Девочка держит развёрнутую на зрителя гравюру с изображением её недавно скончавшейся хозяйки Варвары Алексеевны.
К наиболее часто воспроизводимым работам И. П. Аргунова в цветной полиграфии относится «Портрет неизвестной крестьянки в русском костюме». Это полотно — первое в русском портретном жанре изображение женщины «подлого сословия». Оно предвосхитило литературные образы сентименталистов, открывшим в крестьянках способность к высоким чувствам. Плавные формы фигуры модели и её лица, словно светящегося изнутри, написаны чуткой, нежной и мудрой кистью. Царственная осанка, гордая шея, исполненный достоинства взгляд, праздничный сарафан и весящий над светлым лбом подобно короне кокошник делают её идеальным образом русской женщины.
С 1788 года Аргунов практически не работал как живописец, а занимался управлением московского дома Шереметевых. При его участии происходило строительство дворца-театра в Останкино. Умер в Москве в 1802 году.

## Галерея

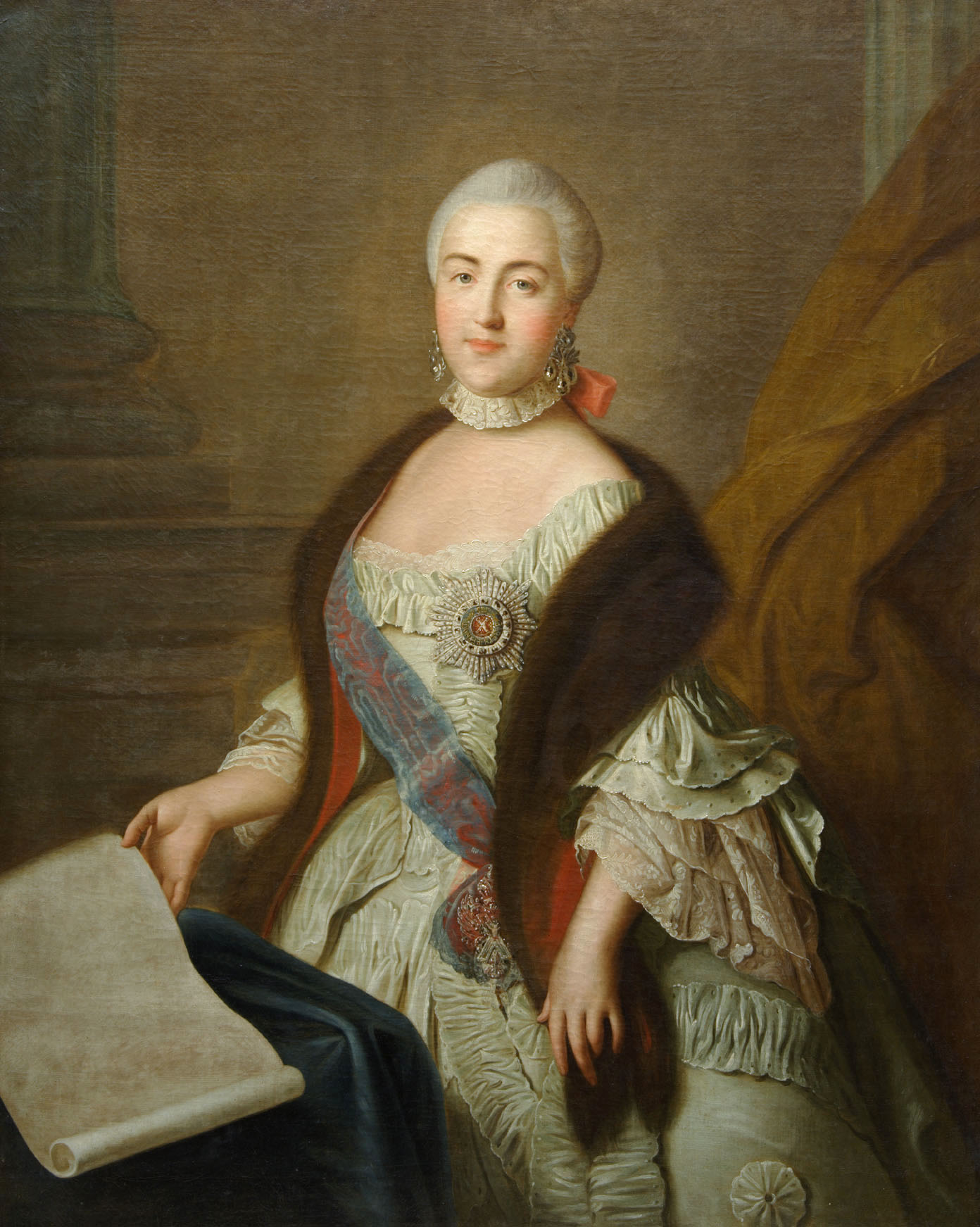
Портрет Великой Княгини Екатерины Алексеевны
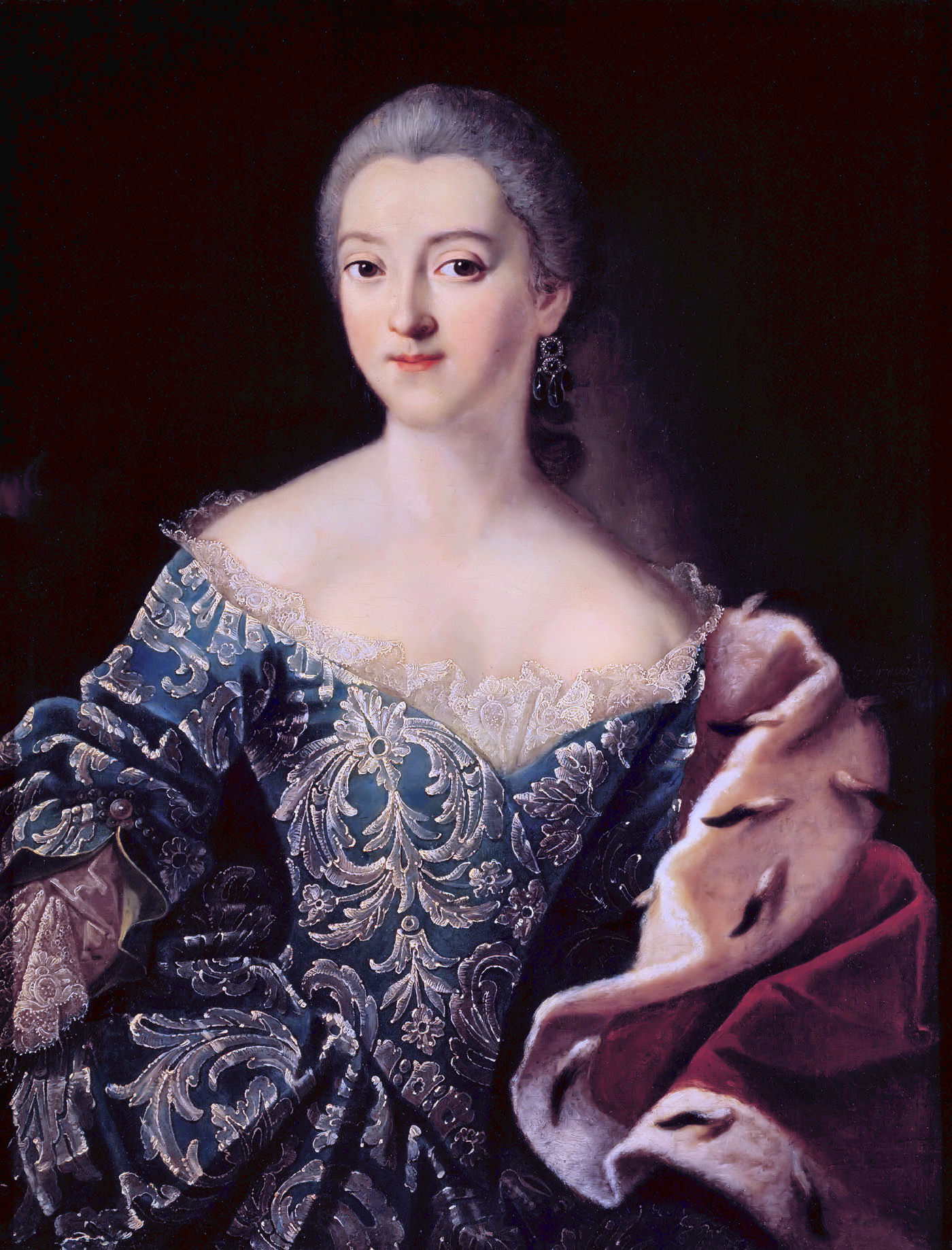
Портрет княгини Екатерины Александровны Лобановой-Ростовской, 1754
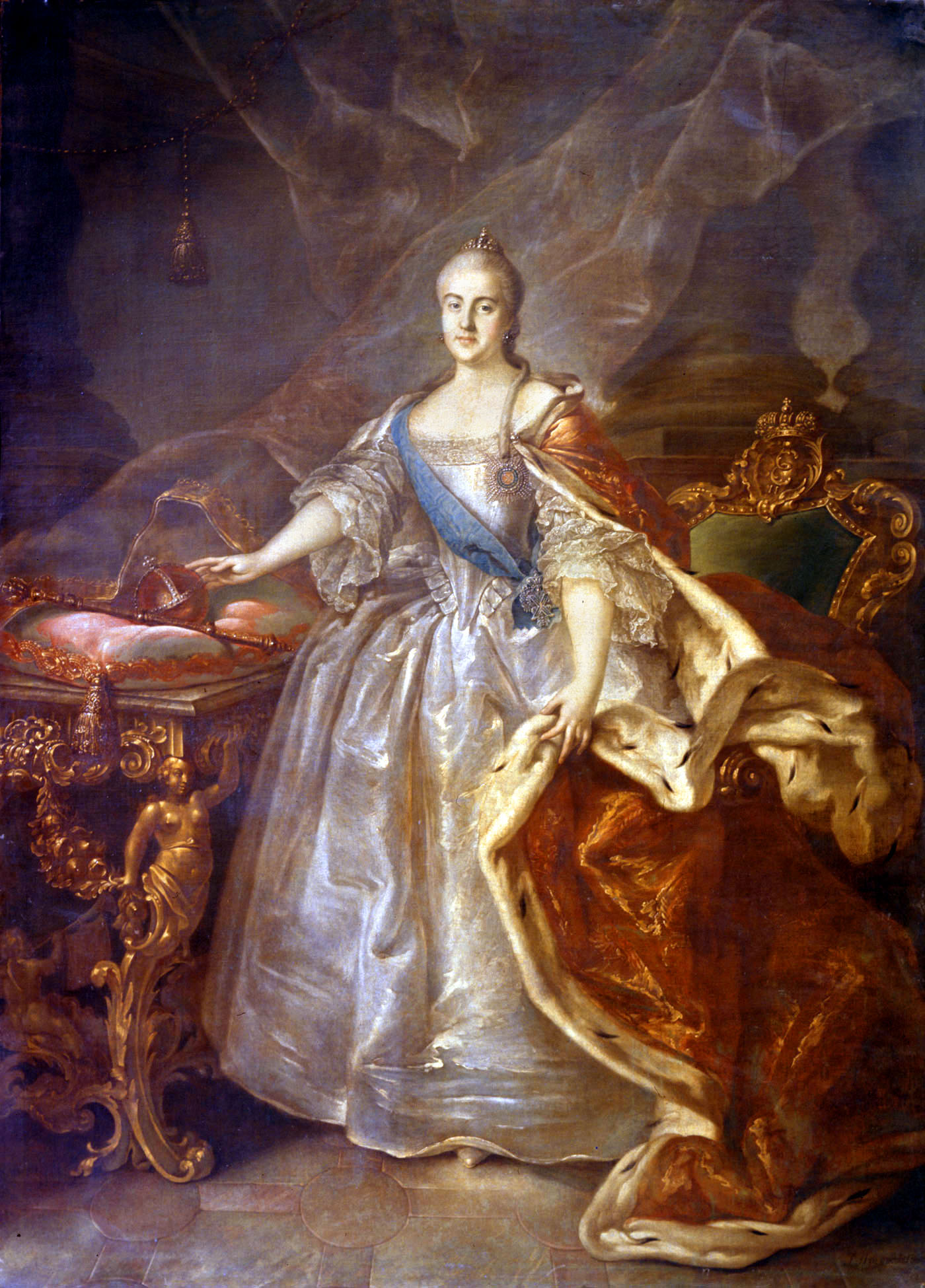
Портрет Екатерины II, 1762
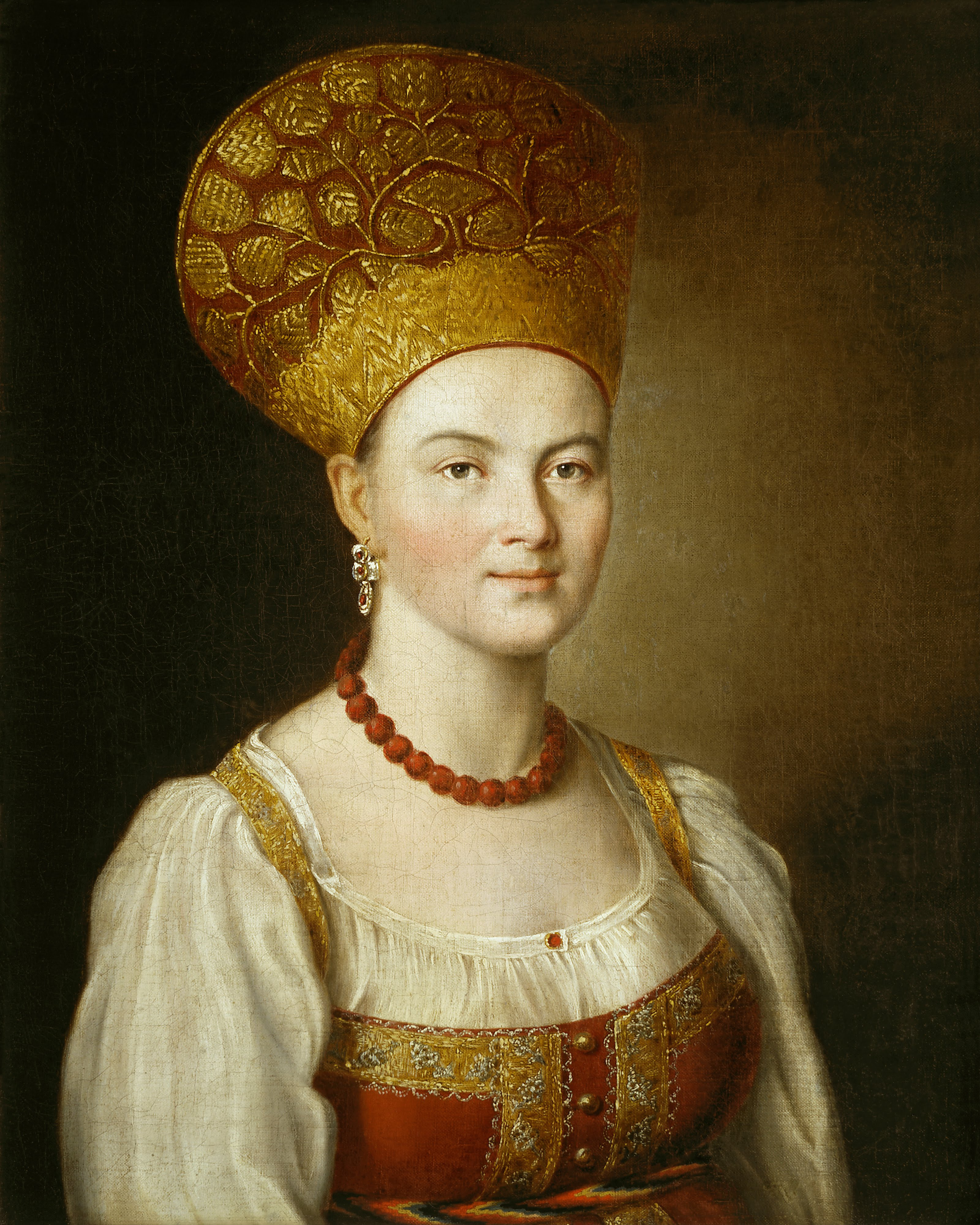
Портрет неизвестной крестьянки в русском костюме, 1784
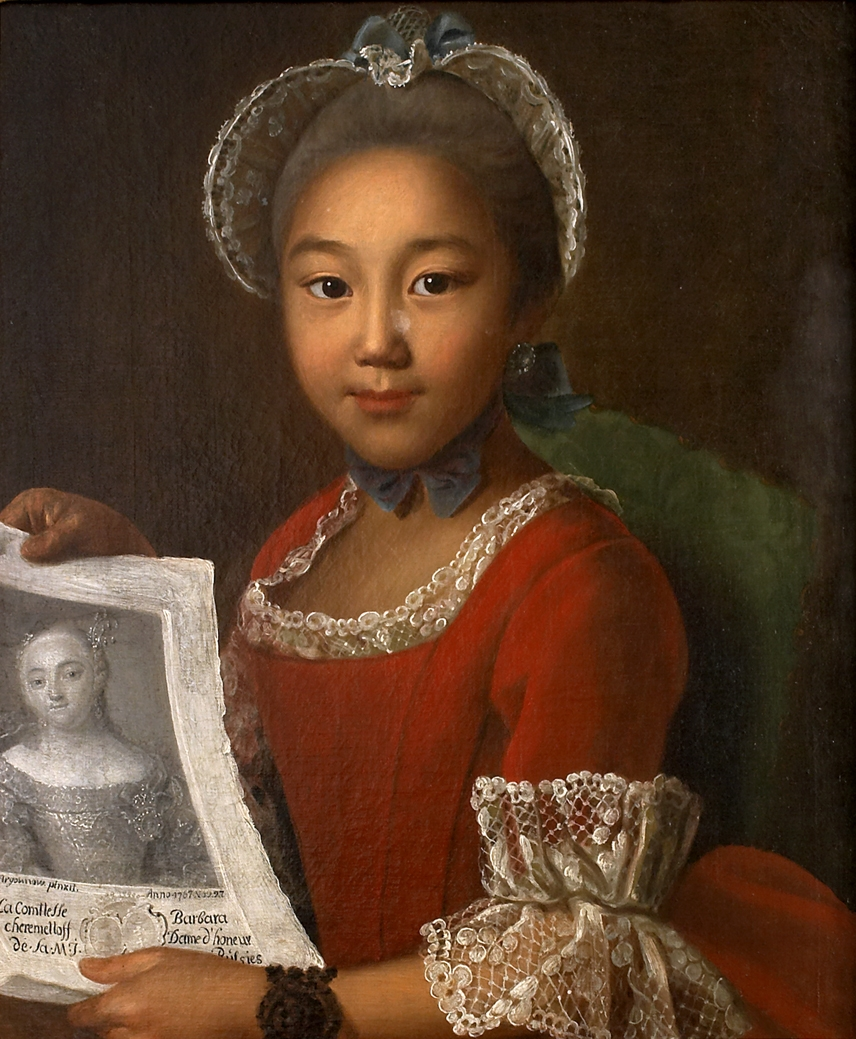
Портрет калмычки Аннушки, 1767
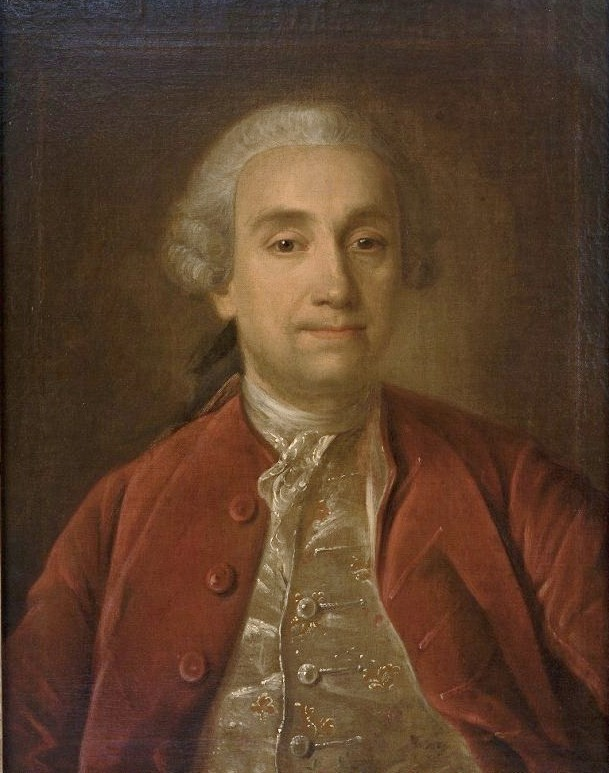
Портрет С. Б. Струговщикова, (1779)